# Achhnera
Achhnera là một thành phố và là một ban đô thị (municipal board) trong quận Agra trong bang Uttar Pradesh của Ấn Độ.

## Địa lý
Achhnera có vị trí 27°11′B 77°46′Đ / 27,18°B 77,77°Đ Nó có độ cao trung bình là 167 mét (547 foot).

## Cơ cấu dân số
Theo điều tra dân số Ấn Độ năm 2001, Achhnera có dân số 19.974 người. Nam giới chiếm 53% dân số, nữ giới chiếm 47% dân số. Achhnera có tỷ lệ biết chữ bình quân 56%, thấp hơn mức trung bình 59,5% của toàn quốc; với 63% đàn ông và 37% phụ nữ biết chữ. 16% dân số có độ tuổi dưới 6.